# Kessel von Bergen

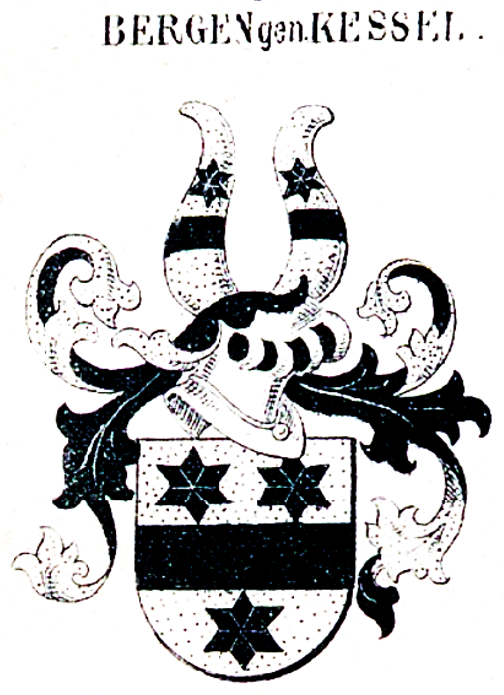
Wappen derer von Bergen gen. Kessel

Kessel von Bergen (auch von dem Berge genannt Keßler oder von dem Berge genannt Kessel) war der Name eines Adelsgeschlechtes im Westerwald aus Bergen bei Niederbrechen.

## Geschichte
Das Adelsgeschlecht Kessel von Berge geht auf den 1355 erstmals greifbaren Edelknecht Johann von Berge zurück, der in Nauheim bei Limburg begütert war. Ein Zweig der Familie zählte zur Dienstmannschaft der Grafen von Isenburg. 1393 war Henne von Bergen Burgmann in Runkel und war mit Lehen der Herren von Westerburg in Waigandshain begütert. Die Keßler oder Kessel von Bergen benannten sich nach der Berufsbezeichnung Kessler für Kesselschmiede, die mehrere Familie des Niederadels als Beinamen annahmen. Die Familie stand oft im Dienst der Territorialherren im Westerwald und trat kaum als Geistliche hervor. Die Kessel von Bergen hatten Besitz in weiter Streulage von der Eifel bis zur Dreieich und zur Wetterau. Das Adelsgeschlecht konnte einen Anteil an der Reichsganerbschaft Lindheim erwerben und auf diese Weise Burgmannen der Reichsburg Friedberg werden. Danach schlossen sie sich der mittelrheinischen Ritterschaft an. Seit 1545 nannte sich die Adelsfamilie meist Kessel von Bergen.

## Wappen
Blasonierung: In Gold ein schwarzer Balken, oben von zwei, unten von einem schwarzen Stern begleitet. Die Helmzier zeigt zwei goldene Büffelhörner, belegt mit einem schwarzen Balken und einem schwarzen Stern. Die Helmdecken sind schwarz-golden.
Alternative Wappendarstellung mit goldenen Büffelhörnern, dazwischen ein schwarzer Stern:

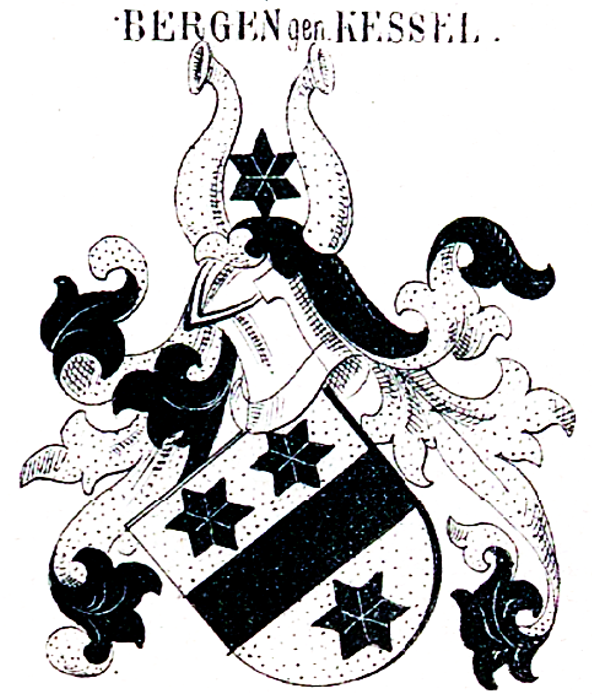
Wappen derer von Bergen gen. Kessel bei Siebmacher